# Teorema de Gelfand-Naimark
En matemáticas, el teorema de Gelfand-Naimark establece que una C*-álgebra A arbitraria es isométricamente *-isomorfa a una C*-subálgebra de operadores acotados en un espacio de Hilbert. Este resultado fue probado por Israel Gelfand y Mark Naimark en 1943 y fue un punto significativo en el desarrollo de la teoría de las álgebras C* ya que estableció la posibilidad de considerar un álgebra C* como una entidad algebraica abstracta sin referencia a realizaciones particulares. como álgebra de operadores.

## Detalles
La representación de Gelfand-Naimark π es la suma directa de representaciones π f de A donde f abarca el conjunto de estados puros de A y π f es la representación irreducible asociada a f por la construcción GNS. Así, la representación de Gelfand-Naimark actúa sobre la suma directa de Hilbert de los espacios de Hilbert H f por
{\displaystyle \pi (x)[\bigoplus _{f}H_{f}]=\bigoplus _{f}\pi _{f}(x)H_{f}.}
π( x ) es un operador lineal acotado ya que es la suma directa de una familia de operadores, cada uno de los cuales tiene norma ≤ || x ||.
Teorema. La representación de Gelfand-Naimark de un álgebra C* es una representación isométrica*.
Basta mostrar que el mapa π es inyectivo, ya que para *-morfismos de álgebras C* inyectivo implica isométrico. Sea x un elemento distinto de cero de A. Según el teorema de extensión de Kerin para funcionales lineales positivos, existe un estado f en A tal que f (z) ≥ 0 para todos los z no negativos en A y f ( − x * x) < 0. Considere la representación GNS π f con un vector cíclico ξ. Desde
{\displaystyle {\begin{aligned}\|\pi _{f}(x)\xi \|^{2}&=\langle \pi _{f}(x)\xi \mid \pi _{f}(x)\xi \rangle =\langle \xi \mid \pi _{f}(x^{*})\pi _{f}(x)\xi \rangle \\[6pt]&=\langle \xi \mid \pi _{f}(x^{*}x)\xi \rangle =f(x^{*}x)>0,\end{aligned}}}
se deduce que π f (x) ≠ 0, entonces π (x) ≠ 0, entonces π es inyectivo.
La construcción de la representación de Gelfand-Naimark depende únicamente de la construcción GNS y, por lo tanto, es significativa para cualquier álgebra A de Banach * que tenga una identidad aproximada. En general (cuando A no es un álgebra C*) no será una representación fiel. El cierre de la imagen de π( A ) será un álgebra C* de operadores llamada álgebra envolvente C* de A. De manera equivalente, podemos definir el álgebra envolvente C* de la siguiente manera: Definir una función con valor real en A mediante
{\displaystyle \|x\|_{\operatorname {C} ^{*}}=\sup _{f}{\sqrt {f(x^{*}x)}}}
como f abarca estados puros de A. Esta es una seminorma, a la que nos referimos como seminorma C* de A. El conjunto I de elementos de A cuya seminorma es 0 forma un ideal bilateral en A cerrado bajo involución. Por tanto, el espacio vectorial cociente A / I es un álgebra involutiva y la norma
{\displaystyle \|\cdot \|_{\operatorname {C} ^{*}}}
factores a través de una norma en A / I, que, excepto por su integridad, es una norma C* en A / I (a veces se les llama normas pre-C*). Tomar la finalización de A / I en relación con esta norma anterior a C* produce un álgebra C* B.
Mediante el teorema de Krein-Milman se puede demostrar sin demasiada dificultad que para x un elemento del álgebra A de Banach * tiene una identidad aproximada:
{\displaystyle \sup _{f\in \operatorname {State} (A)}f(x^{*}x)=\sup _{f\in \operatorname {PureState} (A)}f(x^{*}x).}
De ello se deduce que una forma equivalente para la norma C* en A es tomar el supremo anterior sobre todos los estados.
La construcción universal también se utiliza para definir álgebras C* universales de isometrías.
Observación. La representación de Gelfand o isomorfismo de Gelfand para un álgebra C* conmutativa con unidad {\displaystyle A} es un *-isomorfismo isométrico de {\displaystyle A} al álgebra de funciones continuas de valores complejos en el espacio de funcionales lineales multiplicativos, que en el caso conmutativo son precisamente los estados puros, de A con la topología débil*.